# Dizzy Reed
Dizzy Reed, nascut com a Darren Arthur Reed (Hinsdale, Illinois, 18 de juny de 1963) és un teclista estatunidenc, membre de Guns N' Roses des de començaments de 1990. Es va incorporar a la banda durant la gravació de Use Your Illusion I i Use Your Illusion II, i s'ha estat al grup fins a l'actualitat.
Dizzy va conèixer Axl Rose als inicis de Guns N' Roses, i el cantant solia dedicar Nightrain a aquest teclista. Explica la història que quan Axl Rose va trucar Dizzy amb la idea d'incorporar teclats, aquest li va dir que si es decidia a contractar-lo, que li digués el mateix dia, perquè estava en fallida i li anaven a desconnectar el telèfon la dia següent per falta de pagament. Axl, sense pensar-s'ho més, el va contractar a l'instant. En l'actualitat, Dizzy és, juntament amb Axl Rose, l'únic supervivent de la banda.

## Discografia

### Guns N' Roses
- Use Your Illusion I
- Use Your Illusion II
- The Spaghetti Incident?
- Live Era: '87-'93
- Greatest Hits
- Chinese Democracy

### Col·laboracions
- Believe In Me (Duff McKagan)
- Pawnshop Guitars (Gilby Clarke)
- It's Five O'Clock Somewhere (Slash's Snakepit)
- Playtime (Michael Zentner)
- Hammered (Motörhead)
- Ready To Go (Bang Tango)
- Village Gorilla Head (Tommy Stinson)
- Strangeland (Court Jester)
- Gilby Clarke (Gilby Clarke)
- Stairway to Heaven (diversos Artistes)